# Scarab F1
Scarab F1 – samochód Formuły 1 zaprojektowany przez Dicka Troutmana oraz Dicka Barnesa i skonstruowany przez Scarab na sezon 1960 Formuły 1. Samochód wystartował w dwóch wyścigach z cyklu Mistrzostw Świata i był pierwszym amerykańskim samochodem startującym w Formule 1, nie licząc pojazdów uczestniczących w Indianapolis 500.

## Historia
W 1958 roku 22-letni Lance Reventlow, syn duńskiego hrabiego Courta Haugwitza-Reventlowa i Barbary Hutton (która pod koniec lat 30. odziedziczyła po mężu 40 milionów dolarów) założył w Kalifornii firmę Scarab. Firma ta produkowała udane samochody sportowe z silnikami V8, które w amerykańskich wyścigach częstokrotnie okazywały się lepsze od wozów Ferrari i Maserati. Po tych sukcesach firma rozpoczęła rywalizację w Europie, ale trzylitrowy silnik produkcji Offenhausera okazał się zbyt słaby, by Scarab odnosił sukcesy. Reventlow postanowił porzucić program samochodów sportowych i poświęcił 1959 rok na zbudowanie pierwszego w pełni amerykańskiego samochodu Formuły 1. Było to trudne zadanie, ponieważ żaden z inżynierów nie miał doświadczenia w budowaniu samochodów Formuły 1, a budowę komplikowała także chęć stosowania wyłącznie amerykańskich części. Odpowiedzialność za rozwój nadwozia spoczywała na 23-letnim inżynierze Marshallu Whitfieldzie, który nigdy wcześniej nie zaprojektował żadnego samochodu.
Model był konwencjonalny, ze stalową kratownicą przestrzenną, na której osadzono aluminiową karoserię. Na zawieszenie składały się podwójne wahacze, sprężyny, amortyzatory Koni oraz stabilizatory poprzeczne. Scarab poświęcił wiele czasu na rozwój własnego układu hamulcowego opartego na bębnach, jednak rozwiązanie nie przyjęło się i zostało zastąpione brytyjskimi tarczami Girling. Koła zostały wykonane przez firmę Chunky Halibrand, a opony dostarczył Goodyear.
Leo Goossen z firmy Offenhauser podjął pracę nad zamówionym przez firmę Scarab silnikiem dla Formuły 1. W dobie silników umieszczanych centralnie, w Scarabie umieszczono go nad przednią osią. Został on w całości wykonany z aluminium, a cechą wyróżniającą go spośród innych silników Offenahsuera był rozrząd desmodromiczny; inspiracją dla takiego rozwiązania był Mercedes-Benz 300 SLR. Pojemność tego silnika wynosiła 2441 cm³, moc maksymalna zaś 220 KM przy 7500 rpm, podczas gdy moc silników Ferrari lub BRM wynosiła około 280 KM. Początkowe plany zakładały zastosowanie automatycznej skrzyni biegów, ale ostatecznie użyto manualnej pięciobiegowej skrzyni biegów pochodzącej od Chevroleta Corvette. 
Dwa modele F1 zadebiutowały podczas Grand Prix Monako 1960, kiedy prowadzili je Reventlow i Chuck Daigh. Scaraby okazały się jednak bardzo powolne i postanowiono zmienić opony na Dunlop, co przyniosło jedynie niewielką poprawę, a modele były wolniejsze nawet od samochodów Formuły Junior. Reventlow i Daigh nie zdołali się zatem zakwalifikować do wyścigu.
W kwalifikacjach do Grand Prix Holandii Daigh ustanowił 15. czas, co zaskoczyło rywali do tego stopnia, że niektórzy poczęli kwestionować legalność czasów Scaraba. Spowodowało to oburzenie Reventlowa, który wycofał swój zespół z Grand Prix Holandii.
Obaj kierowcy nie zdołali ukończyć Grand Prix Belgii: Reventlow wycofał się na drugim okrążeniu, kiedy to tłok wybił dziurę w bloku silnika, a startujący z ostatniej pozycji Daigh zakończył rywalizację, gdy z jego samochodu wyciekł olej.
Na Grand Prix Francji Reventlowa zastąpił Richie Ginther, ale uszkodzenia silników w pojazdach Ginthera i Daigha podczas treningów wyczerpały zapasy części zamiennych i spowodowały wycofanie się zespołu.
Daigh zdołał przekonać Reventlowa do udziału w Grand Prix USA. Przed tą eliminacją samochód został odciążony, a silnik przerobiony tak, by uzyskać większą niezawodność. Zmiany te przyniosły oczekiwaną poprawę, jako że Daigh zakwalifikował się na 16 miejscu, a wyścig ukończył jako dziesiąty, co było najlepszym wynikiem wśród samochodów z silnikiem zamontowanym z przodu.
Zmiany na sezon 1961, zmniejszające pojemność silnika do 1,5 litra spowodowały, że Scarab F1 stał się bardzo przestarzałym samochodem, wskutek czego Reventlow nigdy więcej nie wystawił swojego zespołu w Formule 1. Daigh startował w 1961 roku z silnikiem trzylitrowym w kilku wyścigach interkontynentalnych, finiszując między innymi jako siódmy w International Trophy, zanim nie uszkodził znacznie samochodu na Silverstone. Reventlow wyposażył drugi samochód w silnik V8; samochód ten wystąpił w filmie Bruce'a Kesslera The Sound of Speed. Trzeci, zapasowy samochód nigdy nie został ukończony.
Przez wiele lat wśród przyczyn niepowodzenia Scaraba w Formule 1 wymieniano archaiczne nadwozie i chęć stworzenia samochodu w pełni amerykańskiego. Jednakże później Daigh odkrył, że projekt zakładał luz zaworowy rzędu 0,002, a luz ten wynosił de facto 0,012 i gdyby zastosować planowany luz, to moc silnika wzrosłaby o 45 KM, co z kolei przyczyniłoby się do znacznej poprawy osiągów na takich torach jak Spa-Francorchamps czy Reims.
Po niepowodzeniu w Formule 1 Reventlow stracił zainteresowanie sportami motorowymi, a jego firma upadła wkrótce później.

## Wyniki w Formule 1
| Legenda oznaczeń w tabelach wyników Wyświetl szablon na nowej stronie | Legenda oznaczeń w tabelach wyników Wyświetl szablon na nowej stronie                                                                     |
| Oznaczenie                                                            | Wyjaśnienie |
| --------------------------------------------------------------------- | --- |
| Złoty                                                                 | Zwycięzca lub mistrzostwo |
| Srebrny                                                               | 2. miejsce lub wicemistrzostwo |
| Brązowy                                                               | 3. miejsce lub II wicemistrzostwo |
| Zielony                                                               | Ukończył, punktował (w klasyfikacji generalnej, gdy zdobył co najmniej jeden punkt na przestrzeni sezonu, poza trzema powyższymi opcjami) |
| Niebieski                                                             | Ukończył, nie punktował (w klasyfikacji generalnej, gdy nie zdobył co najmniej jednego punktu na przestrzeni sezonu)                      |
| Czerwony                                                              | Nie zakwalifikował się (NZ) |
| Czerwony                                                              | Nie prekwalifikował się (NPK) |
| Różowy                                                                | Nie ukończył (NU) |
| Różowy                                                                | Niesklasyfikowany (NS) (w klasyfikacji generalnej, gdy nie został sklasyfikowany w żadnym wyścigu sezonu)                                 |
| Czarny                                                                | Zdyskwalifikowany (DK) |
| Czarny                                                                | Wykluczony (WYK/EX) |
| Biały                                                                 | Nie wystartował (NW) |
| Biały                                                                 | Kontuzjowany (K/INJ) |
| Biały                                                                 | Wyścig odwołany (OD/C) |
| Bez koloru                                                            | Został wycofany (WYC/WD) |
| Bez koloru                                                            | Nie przybył (NP/DNA) |
| Bez koloru                                                            | Nie brał udziału w treningach (NT/DNP) |
| Bez koloru                                                            | Nie został zgłoszony (–) |
| Pogrubienie                                                           | Start z pole position |
| Kursywa                                                               | Najszybsze okrążenie wyścigu |
| †                                                                     | Nie ukończył, ale jego rezultat został zaliczony ze względu na przejechanie więcej niż 90% dystansu wyścigu.                              |
| *                                                                     | Sezon w trakcie |
| 1/2/3                                                                 | Punktowana pozycja w sprincie kwalifikacyjnym                                                                                             |
| Lista systemów punktacji Formuły 1                                    | |

| Sezon | Zespół                     | Silnik | Kierowcy        | Wyniki w poszczególnych eliminacjach | Wyniki w poszczególnych eliminacjach | Wyniki w poszczególnych eliminacjach | Wyniki w poszczególnych eliminacjach | Wyniki w poszczególnych eliminacjach | Wyniki w poszczególnych eliminacjach | Wyniki w poszczególnych eliminacjach | Wyniki w poszczególnych eliminacjach | Wyniki w poszczególnych eliminacjach | Wyniki w poszczególnych eliminacjach | Wyniki kierowców | Wyniki kierowców | Wyniki konstruktora | Wyniki konstruktora |
| Sezon | Zespół                     | Silnik | Kierowcy        | Argentyna                            | Monako                               | Stany Zjednoczone                    | Holandia                             | Belgia                               | Francja                              | Wielka Brytania                      | Portugalia                           | Włochy                               | Stany Zjednoczone                    | Punkty           | Pozycja          | Punkty              | Pozycja             |
| ----- | -------------------------- | ------ | --------------- | ------------------------------------ | ------------------------------------ | ------------------------------------ | ------------------------------------ | ------------------------------------ | ------------------------------------ | ------------------------------------ | ------------------------------------ | ------------------------------------ | ------------------------------------ | ---------------- | ---------------- | ------------------- | ------------------- |
| 1960  | Reventlow Automobiles Inc. | Scarab | Chuck Daigh     | -                                    | NZ                                   | -                                    | NW                                   | NU                                   | NW                                   | -                                    | -                                    | -                                    | 10                                   | 0                | 41               | 0                   | 9                   |
| 1960  | Reventlow Automobiles Inc. | Scarab | Lance Reventlow | -                                    | NZ                                   | -                                    | NW                                   | NU                                   | -                                    | -                                    | -                                    | -                                    | -                                    | 0                | NS               | 0                   | 9                   |
| 1960  | Reventlow Automobiles Inc. | Scarab | Richie Ginther  | -                                    | -                                    | -                                    | -                                    | -                                    | NW                                   | -                                    | -                                    | -                                    | -                                    | 0 (8)            | 9                | 0                   | 9                   |